# خمير (شعب)
الخمير (بالخميرية: ជនជាតិខ្មែរ)‏ هم المجموعة العرقية الغالبة في كمبوديا بنواحي 90% من سكانها؛ هم جزء من مجموعة الشعوب المون-خميرية المتواجدة في جنوب آسيا ويتكلم الخمير اللغة الخميرية وديانتهم هي البوذية بفرعها التيرافادي مع وجود بعض معتنقي الهندوسية والإحيائية.

## التوزع

### كمبوديا
يعيش معظم خمير العالم في كمبوديا، إذ تتجاوز نسبتهم بين السكان 90%.

### تايلاند وفيتنام
هناك أعداد كبيرة من الخمير الأصليين في كل من تايلاند وفيتنام. يوجد في تايلاند أكثر من مليون خميري، خصوصًا في محافظات سورين، وبوريرام، وسي سا كت. تتراوح الإحصاءات حول أعداد الخمير في فيتنام (الذين يعرفون باسم خمير كروم) من 1.1 مليون نسمة حسب تقديرات الحكومة، إلى 7 ملايين نسمة حسب اتحاد خمير كروم.
| المحافظة        | نسبة الخمير سنة 1990 | نسبة الخمير سنة 2000 |
| بوريرام         | 0.3%                 | 27.6%                |
| تشانثابوري      | 0.6%                 | 1.6%                 |
| ماها ساراخام    | 0.2%                 | 0.3%                 |
| روي إت          | 0.4%                 | 0.5%                 |
| سا كايو         | N/A                  | 1.9%                 |
| سي سا كت        | 30.2%                | 26.2%                |
| سورين           | 63.4%                | 47.2%                |
| ترات            | 0.4%                 | 2.1%                 |
| أوبون راتشاثاني | 0.8%                 | 0.3%                 |
| --------------- | -------------------- | -------------------- |

### الأمم الغربية
بسبب الهجرة الناتجة عن الحرب الأهلية الكمبودية، يقيم عدد كبير من الشتات الخمير في الولايات المتحدة، والمملكة المتحدة، وكندا، وأستراليا، وفرنسا.

## تاريخ

### الأساطير حول أصولهم
وفقًا لإحدى أساطير الخمير التي يعزوها جورج كودس إلى كتابة في القرن العاشر، نشأ العرق الخميري من اتحاد براهمة كامبو سويامبهوفا، وأسبارا (الحورية السماوية) ميرا. يُقال إن التزاوج بينهما أدى إلى ظهور اسم خمير، وأسس سلالة فارمان في كمبوديا القديمة.
تقول أسطورة أكثر شعبية، تُمثل حتى يومنا هذا في حفل زفاف الخمير التقليدي وتُدرّس في المدرسة الابتدائية، أن كمبوديا نشأت عندما تزوج كاهن براهمي هندي يدعى كاوندينيا (عادة ما يشار إليه بـ بريا ثونج) الأميرة سوا، أميرة من شعب ناغا. أبحر كاوندينيا إلى جنوب شرق آسيا متتبعًا سهمًا رآه في الحلم. وجد إبان وصوله جزيرة تدعى كوك ثلوك، وبعد انتصاره على جيش سوما من الناغا، وقع في حبها. كمهر، شرب والد الأميرة سوما المياه حول الجزيرة، مما كشف عن كونها قمة جبل، والأرض في الأسفل التي لم تكن مكشوفة أصبحت كمبوديا. أصبح أحفاد كاوندينيا وسوما يعرفون بالخمير، ويُقال بأنهم حكموا فونان وشنيلا وإمبراطورية الخمير. تشرح الاسطورة أيضًا لما كانت الأديرة أو المعابد القديمة دومًا ما تبنى على قمم الجبال، ولماذا لا تزال الجبال نفسها إلى اليوم تعتبر أماكن مقدسة.

### الوصول إلى جنوب شرق آسيا
يعدّ الخمير، الذين ينتمون إلى الآسترو آسيويين، إحدى أقدم المجموعات العرقية في المنطقة، إذ نفذوا إلى جنوب شرق آسيا من جنوب الصين، ربما يُونَّان (منطقة في الصين)، حوالي الوقت نفسه الذي وصل فيه المون الذين استقروا في الغرب، والذين يرتبط بهم الخمير عرقيًا. يعتقد معظم علماء الآثار واللغويين وغيرهم من المتخصصين مثل علماء الصينيات وخبراء المحاصيل أنهم وصلوا في تاريخ لا يتجاوز عام 2000 قبل الميلاد (قبل أكثر من أربعة آلاف عام) حاملين معهم ممارسة الزراعة وخاصة زراعة الأرز. تعد هذه المنطقة أيضًا إحدى أولى الأماكن في العالم التي استخدمت البرونز. كانوا بناة الإمبراطورية الخميرية التي سيطرت على جنوب شرق آسيا لمدة ستة قرون بدءًا من عام802، والآن يشكلون التيار الرئيسي لكمبوديا السياسية والثقافية والاقتصادية.
طور الخمير الأبجدية الخميرية، وهي الأبجدية الأولى التي لا تزال قيد الاستخدام في جنوب شرق آسيا، والتي بدورها وضعت أسس الأبجدية التايلندية واللاوسية. يعتبر علماء الآثار والعرقيات الخمير من السكان الأصليين للمناطق المتاخمة من إيسان وجنوب لاوس وكمبوديا وجنوب فيتنام. ذلك يعني أن الخمير كانوا تاريخيًا من سكان المناطق المنخفضة الذين عاشوا بالقرب من أحد روافد نهر الميكونغ. إن السبب وراء هجرتهم إلى جنوب شرق آسيا ليس مفهوما بشكل جيد، إلا أن علماء الآثار يعتقدون أن المتحدثين الآسترو آسيويين اندفعوا جنوبًا بغزو متحدثي اللغات التبيتية البورمية من الشمال كما يتضح من المفردات الآسترو آسيوية في اللغة الصينية، وذلك لأغراض الزراعية كما يتضح من مسارات هجرتهم عبر الأنهار الكبرى، أو تركيبة من هذه العوامل وغيرها.